# Pieter Gerkens
Pieter Gerkens (sinh ngày 13 tháng 8 năm 1995) là một cầu thủ bóng đá Bỉ hiện tại thi đấu cho câu lạc bộ Bỉ Anderlecht. Anh thi đấu ở vị trí tiền vệ phòng ngự.

## Sự nghiệp
Gerkens ra mắt chuyên nghiệp cho K.R.C. Genk ngày 28 tháng 11 năm 2013 trong trận đấu tại UEFA Europa League trước FC Dynamo Kyiv khi vào sân phút thứ 88. Ngày 1 tháng 12 năm 2013, anh ra mắt tại giải vô địch trước Oud-Heverlee Leuven. Ba ngày sau anh được nằm trong đội hình xuất phát ở Cúp bóng đá Bỉ trước KV Mechelen. Sau 61 phút, anh được thay bởi Anthony Limbombe.